# 틴 타이탄

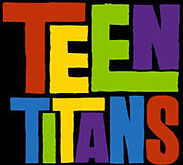

《틴 타이탄》(Teen Titans)은 DC 코믹스 수퍼히어로 틴 타이탄을 원작으로 한 동우에이앤이/러프 드래프트 코리아 제작 TV 만화이다. 한국은 2003년 7월 19일부터 2006년 1월 17일까지 SBS에서 방영되었다.
DC 코믹스가 이 만화에서 각색된 캐릭터를 바탕으로한 코믹북 《틴 타이탄 GO!》(Teen Titans Go!)를 미국에서 별도로 출간한 바 있다. 각각 배트맨의 조수였던 로빈(Robin), 몸의 반이 기계인 사이보그(Cyborg), 어떠한 동물로도 변신 가능한 녹색소년 비스트보이(Beast Boy), 외계에서 온 소녀 스타파이어 혹은 코리엔더(Starfire), 마지막으로 붉은 마왕 트라이곤의 딸 레이븐(Raven)이 팀을 만들어 점프시티를 지키는 에피소드이다.

## 캐릭터 및 성우

### 주인공

#### 틴 타이탄
| 캐릭터     | 성우   |  |
| 로빈       | 강수진 |  |
| 사이보그   | 김소형 |  |
| 레이븐     | 우정신 |  |
| 스타파이어 | 정미숙 |  |
| 비스트보이 | 김정애 |  |
| 범블비     | 이자명 |  |

#### 타이탄 이스트
| 캐릭터      | 성우   |  |
| 범블비      | 이자명 |  |
| 스피디      | 변현우 |  |
| 아쿠아래드  | 최한   |  |
| 마스&메노스 |        |  |

### 악당

#### 주 악당
| 캐릭터        | 성우   |  |
| 슬레이드      | 강구한 |  |
| 브라더 블러드 | 김기흥 |  |
| 트라이곤      | 방성준 |  |

## 악당 캐릭터

### 메인 빌런
- 슬레이드(Slade/Deathstroke the Terminator): 틴 타이탄에서 가장 많이 등장한 악당이다. 시즌 1에서 로빈을 제자로 삼아 틴 타이탄을 파괴하려 하지만 실패하고, 시즌 2에서 잠시 틴 타이탄이었던 테라를 이용해 틴 타이탄을 제거하려 하지만 테라에 의해 용암 속으로 떨어져 죽는다. 시즌 3에서는 [Haunted]에서 로빈이 환각 상태에 빠졌을 때 로빈의 앞에서 등장하며 슬레이드의 부활을 암시하고, 시즌 4에서 트라이곤에 의해 환생되어 트라이곤의 부활을 돕는다. 하지만 트라이곤이 그와의 약속을 저버리자 틴 타이탄과 손을 잡고 트라이곤과 맞서 싸운다. 시즌 5의 마지막 화 [Things Change]에서는 슬레이드의 레플리카 로봇이 비스트보이 앞에서 등장한다.

- 브라더 블러드(Brother Blood): 코믹스에서의 컬트 집단의 리더 모습과 다르게 등장한다. 시즌 3에서 슬레이드의 부재 속에 메인 빌런으로 활약한다. [Deception]과 [Wavelength]에서 하이브 아카데미의 교장으로 등장해 사이보그를 제자로 삼고, 점프 시티를 파괴하고자 하나 실패하고 [Titans East Part 1], [Titans East Part 2]에서는 사이보그의 설계도를 따라한 로봇들을 이용해 타이탄 이스트를 조종하고 틴 타이탄을 섬멸하려 하지만 사이보그에 의해 제압당한다. 시즌 5의 [Homecoming Part 2]에서 악의 형제단의 일원으로 잠깐 등장한다.

- 트라이곤(Trigon): 붉은 불꽃의 마왕이다. 그를 소환하고자 한 컬트 집단의 의식에 참가했던 소녀 아렐라를 겁탈했다. 그로 인해 레이븐이 태어났지만 트라이곤에세는 레이븐은 단순히 자신이 인간세계로 나오게 만드는 관문에 불과하다고 생각했다. 시즌 1의 [Nevermore]에서 레이븐의 정신 속에서 등장한 바 있고 시즌 4에서는 메인 빌런으로 등장해 레이븐을 이용해 자신의 부활과 함께 지구를 파괴시키고자 했다. 시즌 4의 [The End Part 1]에서 지구로 환생하나 마지막 화 [The End Part 3]에서 레이븐에 의해 파괴된다.

- 악의 형제단(Brotherhood of Evil): 리더는 지성체인 브레인(The Brain)이며(코믹스에 의하면 한 과학자의 두뇌를 기계 안에 담아 놓은 것이라 한다) 지능이 매우 뛰어난 고릴라인 무슈 말라(Monsier Mallah), 몸이 자유자재로 늘어나는 마담 루즈(Madame Rouge), 불멸의 전략의 대가 제너럴 이모투스(General Immortus)가 구성원이다. 둠 패트롤을 상대로 싸우다가 그 목표를 틴 타이탄으로 변경하고 수많은 빌런들과 함께 대형 집단을 결성하였다. [Calling All Titans]에서 타이탄들과 명예 타이탄들을 일시적으로 제압했으나 [Titans Together]에서 타이탄들의 저항에 패배하면서 많은 빌런들과 함께 냉동되었다.

### 기타 악당
- 기즈모, 징크스, 키드 위키드, 시-모어, 프라이빗 하이브, 무슈 말라, 마담 루즈, 이모터스 장군, 매머드, 빌리 뉴머러스, 플라스무스, 신더블록, 오버로드, 아틀라스, 컨트롤 프릭, 워프, 킬러 모스, 프로페서 챙 교수, 멈보 점보, 매드 모드, 닥터 라이트, 퍼펫 킹, 마더 메이-아이, 블랙파이어, 로즈 등등
- 자세한 내용은 en:List of Teen Titans characters 참조

## 같이 보기
- 강수진
- 김소형
- 김정애
- 정미숙
- 우정신
- 최한